# Хаук, Франц
Франц Хаук (нем. Franz Hauk; род. 1955, Нойбург-на-Дунае) — немецкий органист и хоровой дирижёр.

## Биография
Учился в Мюнхене и Зальцбурге у Альдо Шёна, Франца Лерндорфера и Эдгара Краппа. В 1988 г. защитил в Мюнхенской Высшей школе музыки диссертацию доктора музыковедения, посвящённую церковной музыке Мюнхена в начале XIX века. С 1982 г. органист, а с 1995 г. также хормейстер кафедрального собора в Ингольштадте. Наряду с произведениями Иоганна Себастьяна Баха и Макса Регера записал несколько альбомов с сочинениями для органа, органа в ансамбле, органа с оркестром французских и бельгийских композиторов (Камиль Сен-Санс, Александр Гильман, Шарль Мари Видор, Жозеф Йонген, Леон Боэльман, Симфоническая фантазия для органа с оркестром Франсуа Жозефа Фети). Фундаментальным проектом Хаука является также возрождение музыкального наследия Симона Майра: в 2003 г. он основал Хор Симона Майра, во главе которого (вместе с Ингольштадтским филармоническим оркестром) записал четыре диска с ораториями Майра. С 2002 г. профессор исторического исполнительства в Мюнхенской Высшей школе музыки.